# Iman Shumpert
Iman Asante Shumpert (Oak Park, Illinois, SAD, 26. lipnja 1990.) je američki profesionalni košarkaš koji igra u National Basketball Association (NBA) ligi za Sacramento Kingse. Izabrali su ga New York Knicksi kao 17. izbor Drafta 2011. godine. Schumpert je 30. siječnja 2021. godine potpisao ugovor s Brooklyn Netsima.

## Srednja škola
Iman Shumpert je bio u prvoj petorici momčadi u srednjoj školi Oak Park and River Forest i bio je jedan od trideset najboljih seniora u državi. Srednjoj školi je pomogao ostvariti tri konferencijska naslova, te je kasnije imenovan najboljim igračem juniora i seniora u cijeloj konferenciji. Scout.com ga je smjestio na 15. mjesto, a Rivals.com na 26. mjesto najboljih seniora u cijeloj državi.

## Sveučilište
Shumpert je 18. listopada 2007. godine zaigrao je za Georgia Tech Yellow Jacketse. Tijekom sezone 2008./09. u Yellow Jacketsima u ligi National Collegiate Athletic Association, Iman je bio četvrti vodeći košarkaš sezone s prosjekom od 10,5 poena po utakmici i s postotkom od 34,5 pogođenih trica. Sljedeće sezone Shumpert je 3. prosinca 2009. godine otišao na operaciju desnog koljena, propustivši šest utakmica. Sezonu je završio s 10 poena po utakmici.
U sezoni 2010./11., Shumpert je predvodio svoju momčad u poenima (17.3), skokovima i asistencijama, postajući sedmi igrač u povijesti Atlantic Coast Conferencea koji je to postigao. Smjestio se na četvrto mjesto u ACC-u po broju postignutih koševa, petnaesto mjesto u skokovima i deseto mjesto u postotku koševa s linije slobodnih bacanja. Prvi je bio u broju ukradenih lopti (sedmi u cijeloj državi). Kasnije je imenovan za All-ACC drugu petorku, te je impresirao skaute koji su ga predložili za NBA Draft 2011. godine.

## Profesionalna karijera
Iman Shumpert je na Draftu 2011. godine izabran od strane New York Knicksa u prvome krugu kao 17. izbor sveukupno. Suigrač Jared Jeffries je izjavio za Imana da je on jedan od boljih obrambenih igrača u ligi. Shumpert je 2012. godine izabran za Slam Dunk natjecanje, ali je bio u nemogućnosti pristupiti natjecanju zbog ozljede koljena.

## Privatni život
Iman Shumpert ima oca i majku. Otac, Odis Shumpert je osiguravajući posrednik, a majka L'Tanya Shumpert je pomoćni profesor umjetnosti i dizajna na sveučilištu Columbia College u Chicagu, Illinoisu.

## Vanjske poveznice
- Iman Shumpert - Twitter
- Iman Shumpert - NBA
- Iman Shumpert - Draft Express  Arhivirana inačica izvorne stranice od 25. listopada 2017. (Wayback Machine)
- Iman Shumpert - ESPN
- Iman Shumpert - NBA Draft
- Iman Shumpert - Basketball Reference
- Iman Shumpert - Rivals